# Patrick Henry (Politiker, 1736)

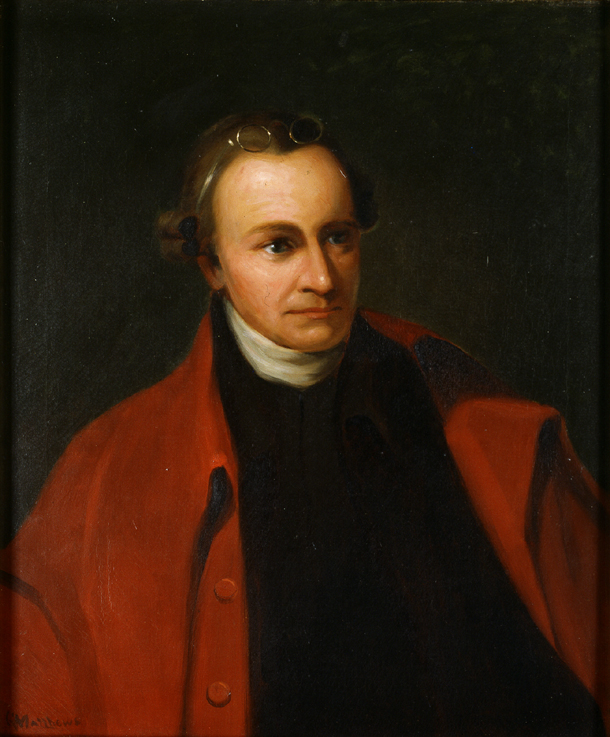
Patrick Henry, gemalt von George Bagby Matthews

Patrick Henry (* 29. Mai 1736 im Hanover County, Colony of Virginia; † 6. Juni 1799 auf der Red Hill Plantation bei Brookneal, Virginia) war ein britisch-amerikanischer Rechtsanwalt und Politiker. Er war zudem ein prominenter Vertreter der Amerikanischen Unabhängigkeitsbewegung.

## Familie
Patrick Henry wurde am 29. Mai 1736 auf dem elterlichen Gut Studley geboren, im Hanover County, Virginia. Er war der Sohn von John Henry, einem Einwanderer aus Aberdeenshire in Schottland, und dessen Frau Sarah Winston Syme, einer wohlhabenden Witwe englischer Abstammung.
Er besuchte einige Jahre die Schule und wurde später von seinem Vater unterrichtet.
Im Jahre 1754 heiratete Patrick Henry seine erste Frau Sarah Shelton (um 1738–1775) in Rural Plains, dem Wohnhaus der Familie Shelton; sie hatten sechs gemeinsame Kinder (Martha, John, William, Anne, Elizabeth und Edward). Nach Sarahs Tod heiratete Henry im Jahre 1777 seine zweite Frau Dorothea Dandridge (1755–1831), mit der er elf Kinder hatte (Dorothea, Sara, Martha Cathrina, Patrick, Fayette, Alexander Spotswood, Nathaniel West, Richard, Edward Winston, John und Jane Robertson).

## Wirken

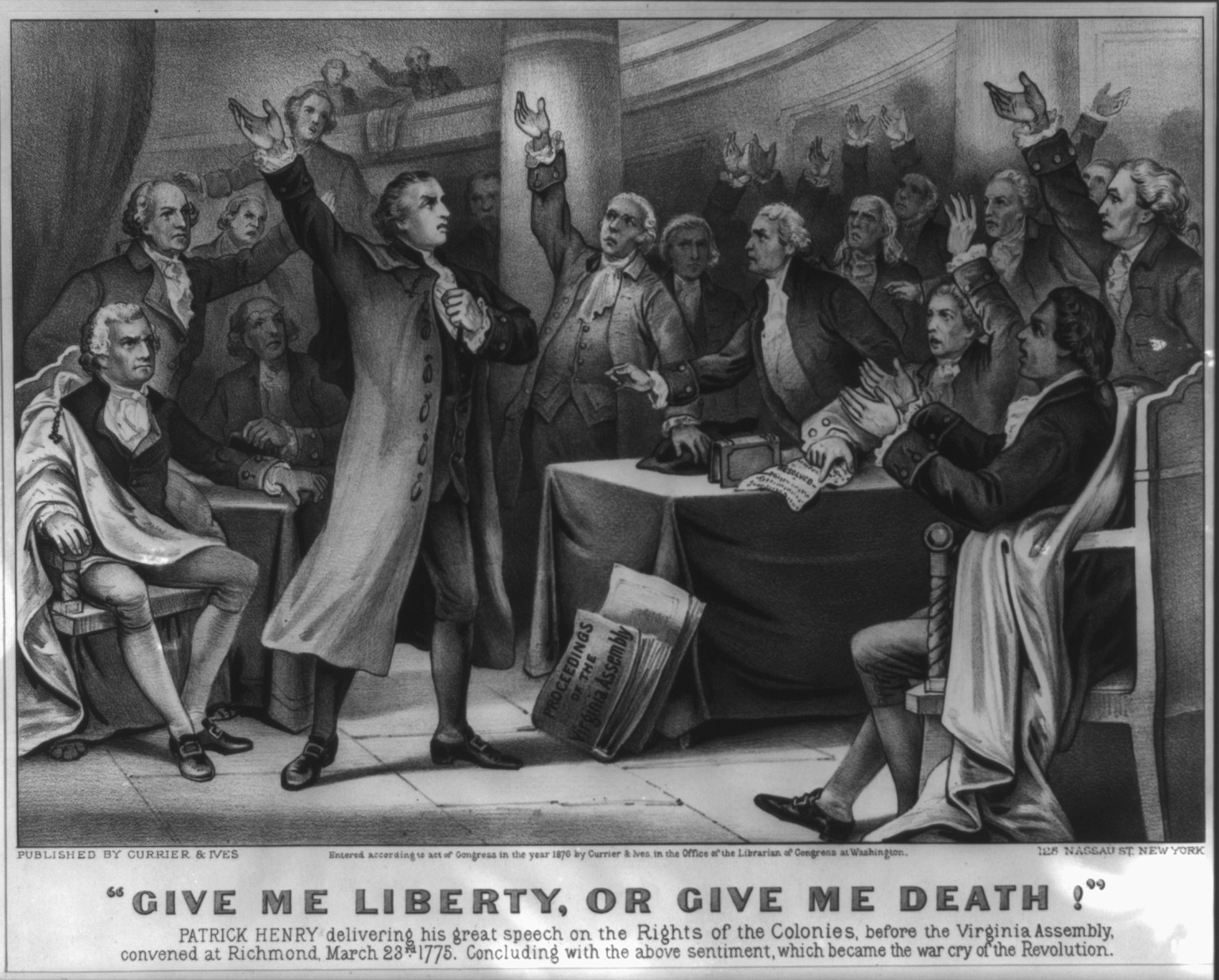
Henry bei seiner berühmten Rede 1775

Henry trat 1763 als Rechtsanwalt in einem Prozess um die Parson’s Cause auf, dessen Ausgang als Ermunterung für die Unabhängigkeitsbewegung verstanden wurde. 1765 wurde er in das House of Burgesses in Virginia gewählt und war maßgeblich an der Verabschiedung der Virginia Resolves beteiligt. Am 23. März 1775 hielt er vor der Virginia Convention in der St. John’s Church in Richmond eine Rede, deren letzter Satz, „I know not what course others may take; but as for me, give me Liberty, or give me Death!“, in die Geschichte der Vereinigten Staaten einging. Von 1776 bis 1779 sowie von 1784 bis 1786 fungierte er jeweils als Gouverneur von Virginia.
Später war er ein erklärter Gegner der Verfassung der Vereinigten Staaten; als Föderalist war er der Auffassung, sie gebe der Bundesregierung zu viel Macht. 1795 lehnte er das Angebot George Washingtons ab, Außenminister zu werden.
Durch die zunehmende Radikalität der Französischen Revolution in den späten 1790er Jahren fürchtete er allerdings, dass den Vereinigten Staaten ein ähnliches Schicksal bevorstehen könnte, und änderte seine Meinung. Er wurde 1798 Anhänger der Föderalistischen Partei und unterstützte von diesem Zeitpunkt an die Politik von Washington und Adams.
Patrick Henry starb 1799 mit 63 Jahren auf der Red Hill Plantation in Virginia.

## Nachwirken
Ein Frachtschiff der Liberty-Klasse wurde 1941 als SS Patrick Henry getauft. Auch wurde ein Wohngelände der US-Streitkräfte in Heidelberg nach ihm benannt, die „Patrick-Henry-Village“.